# Donald (Washington)
Donald az Amerikai Egyesült Államok északnyugati részén, Washington állam Yakima megyéjében elhelyezkedő statisztikai település. A 2010. évi népszámlálási adatok alapján 91 lakosa van.
Az 1910-ben alapított település névadója George Donald, a North Yakima and Valley Railway Company igazgatója; a helység területe korábban Donald tulajdonában volt.

## Fordítás
Ez a szócikk részben vagy egészben  a   Donald, Washington című angol Wikipédia-szócikk ezen változatának fordításán alapul.  Az eredeti cikk szerkesztőit annak laptörténete sorolja fel. Ez a jelzés csupán a megfogalmazás eredetét és a szerzői jogokat jelzi, nem szolgál a cikkben szereplő információk forrásmegjelöléseként.